# Sturnella superciliaris
Sturnella superciliaris е вид птица от семейство Трупиалови.

## Разпространение
Видът е разпространен в Аржентина, Боливия, Бразилия, Парагвай, Перу, Уругвай и Чили.